# ラミナリビオース
ラミナリビオース (laminaribiose) は、グルコース2分子がβ1－3結合で結合した、二糖の一種である。一般に、植物由来の天然多糖類の加水分解、またはアセトリシスで得られる。グルコースのキャラメル化による生成物でもある。
コンブなど褐藻類の貯蔵多糖で、また細菌の細胞壁の構成成分でもあるラミナランは、ラミナリビオースがポリマーになったものである。またラミナリビオースという名前は、コンブの属名のLaminariaから名づけられた。 
蜂蜜の甘味成分の一つである。